# César Salazar (cyclisme)
Pour les articles homonymes, voir César Salazar, Salazar et Herrera.
Salazar  Herrera est un nom espagnol. Le premier nom de famille, en général paternel, est Salazar ; le second, en général maternel, souvent omis, est Herrera.
César Augusto Salazar Herrera, né le 14 février 1972 à Pereira, est un coureur cycliste vénézuélien.

## Biographie
Natif de Pereira, en Colombie, il s'établit avec ses parents au Venezuela et en prend la nationalité.

## Palmarès
- 1997
  - Tour du Táchira :
    - Classement général
    - 11e étape
- 1998
  - 4e étape du Tour du Táchira
- 1999
  - Tour du Trujillo
  - 12e étape du Tour du Venezuela
- 2000
  - 3e étape du Tour du Táchira
- 2001
  - 11e étape du Tour du Táchira
  - Clásico Virgen de la Consolación de Táriba
  - 2e du Clásico Ciclístico Banfoandes
- 2003
  - 1re et 14e étapes du Tour du Táchira
  - Tour du Guatemala
  - 3e du Doble Copacabana Grand Prix Fides
- 2004
  - 10e et 11e étapes du Tour du Táchira
  - 2e du Clásico Virgen de la Consolación de Táriba
  - 3e du championnat du Venezuela du contre-la-montre
- 2005
  - 4e et 9e étapes du Tour du Táchira
  - 2e du Clásico Virgen de la Consolación de Táriba
  - 3e du Tour de Cuba
- 2006
  - 9e étape du Tour du Táchira
  - 1re et 9e étapes du Clásico Ciclístico Banfoandes
- 2007
  - 2e (contre-la-montre par équipes), 11e et 14e étapes du Tour du Táchira
  - Tour du Venezuela
- 2008
  - 13e étape du Tour de Colombie[2]
- 2009
  - 2e du Tour du Venezuela
  - 3e du Tour de Colombie

## Classements mondiaux
| Année            | 2005 | 2006 | 2007 | 2008 | 2009 |
| ---------------- | ---- | ---- | ---- | ---- | ---- |
| UCI America Tour | 68e  | 115e | 7e   | 254e | 38e  |